# Trölladyngja

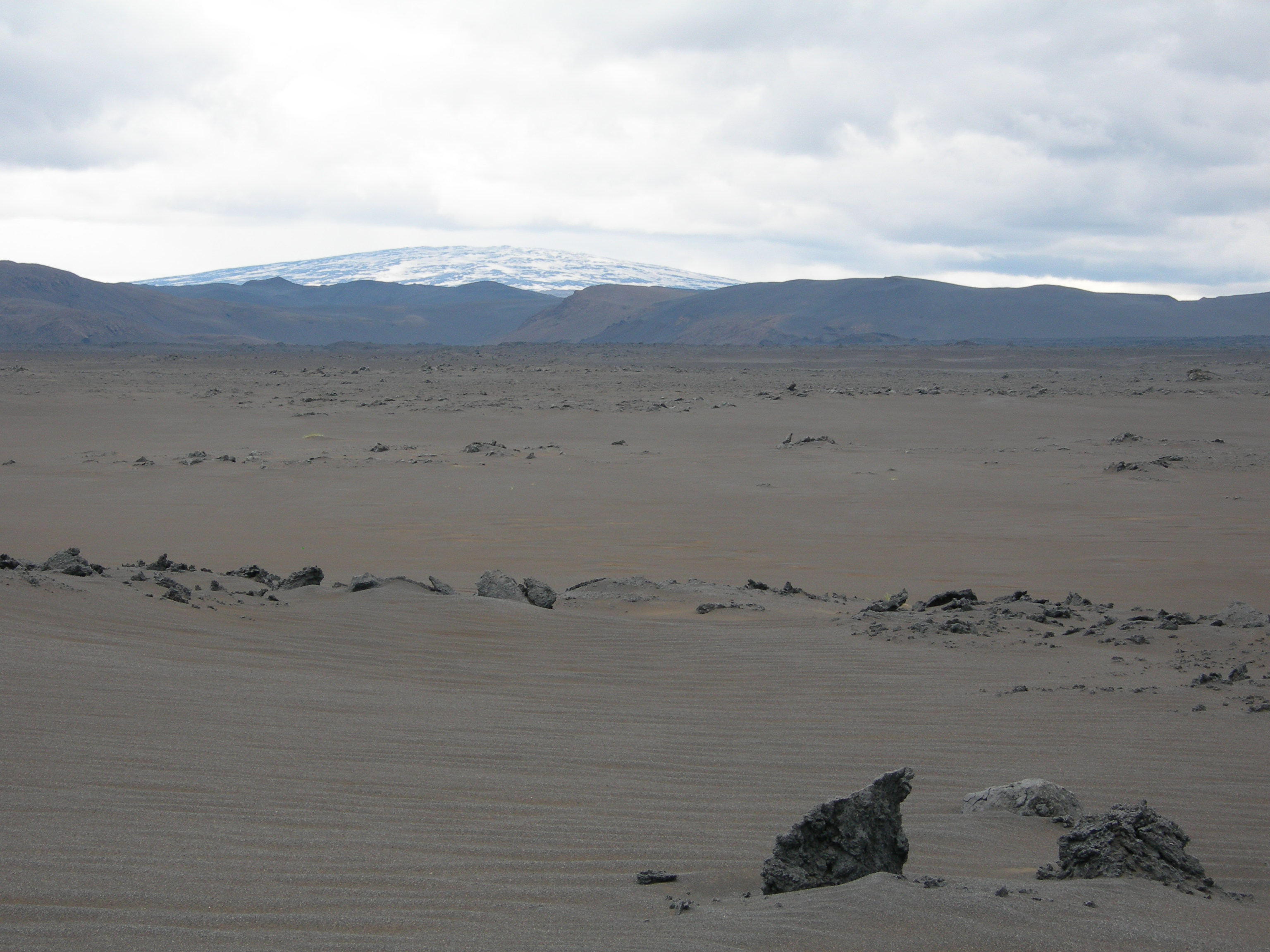
Trölladyngja

El Trölladyngja es el volcán en escudo más grande de Islandia. Se encuentra en la región de Norðurland Eystra con una altura máxima de 1.468 m s. n. m., y unos 600 sobre el desierto y campos de lava cercanos, como el de Ódáðahraun. Su última erupción fue en 1961.

## Territorio
Se encuentra en las Tierras Altas, al sur de la región septentrional de Norðurland Eystra, en el parque nacional Vatnajökull. Se encuentra en una zona de gran actividad volcánica, y a menos de 50 kilómetros se encuentran otros volcanes como el Askja, el Bardarbunga, el Bárðarbunga, el Tungnafellsjokull y el Kverkfjoll.

## Medidas
Tiene un diámetro de unos 10 kilómetros y su inclinación es de unos 4 o 5 grados en la parte baja, pero de 6 a 8 en las partes más altas. Su cráter alargado tiene entre 1.200 y 1.500 metros de longitud, 500 metros de ancho y unos 100 metros de profundidad. La mayoría de sus campos de lava fluyeron en dirección norte, con uno de sus brazos llegando al valle de Bárðardalur, a una distancia de un centenar de kilómetros.